# Фріленд (Вашингтон)
Фріленд (англ. Freeland) — переписна місцевість (CDP) в США, в окрузі Айленд штату Вашингтон. Населення — 2252 особи (2020).

## Географія
Фріленд розташований за координатами 48°1′42″ пн. ш. 122°32′59″ зх. д. / 48.02833° пн. ш. 122.54972° зх. д. (48.028208, -122.549774).  За даними Бюро перепису населення США в 2010 році переписна місцевість мала площу 10,06 км², уся площа — суходіл.

## Демографія
Згідно з переписом 2010 року, у переписній місцевості мешкало 2045 осіб у 936 домогосподарствах у складі 548 родин. Густота населення становила 203 особи/км².  Було 1159 помешкань (115/км²).
Расовий склад населення:
| - 92,3 % — білих - 1,7 % — азіатів - 0,9 % — чорних або афроамериканців - 0,8 % — корінних американців - 0,5 % — вихідців з тихоокеанських островів |

До двох чи більше рас належало 3,2 %. Частка іспаномовних становила 2,9 % від усіх жителів.
За віковим діапазоном населення розподілялося таким чином: 17,8 % — особи молодші 18 років, 53,9 % — особи у віці 18—64 років, 28,3 % — особи у віці 65 років та старші. Медіана віку мешканця становила 52,1 року. На 100 осіб жіночої статі у переписній місцевості припадало 86,4 чоловіків;  на 100 жінок у віці від 18 років та старших — 81,3 чоловіків також старших 18 років.
Середній дохід на одне домашнє господарство  становив 59 604 долари США (медіана — 44 375), а середній дохід на одну сім'ю — 65 216 доларів (медіана — 53 333). За межею бідності перебувало 12,3 % осіб, у тому числі 15,7 % дітей у віці до 18 років та 7,1 % осіб у віці 65 років та старших.
Цивільне працевлаштоване населення становило 697 осіб. Основні галузі зайнятості: виробництво — 28,7 %, науковці, спеціалісти, менеджери — 17,4 %, освіта, охорона здоров'я та соціальна допомога — 15,9 %.